# ICD-10 Kapitel XII - Sygdomme i hud og underhud
ICD-10 Kapitel XII – Sygdomme i hud og underhud  er det tolvte kapitel i ICD-10 kodelisten. Kapitlet indeholder sygdomme i hud og underhud.
| Kapitel XII – Sygdomme i hud og underhud (L00-L99)                            |
| L00-L08 - Infektioner i hud og underhud                                       |
| ----------------------------------------------------------------------------- |
| L00 - Eksfoliativ dermatitis forårsaget af stafylokokker                      |
| L01 - Børnesår                                                                |
| L02 - Bylder i huden                                                          |
| L03 - Flegmone                                                                |
| L04 - Akut lymfadenitis                                                       |
| L05 - Hårrede over halebenet                                                  |
| L08 - Andre lokale infektioner i hud og underhud                              |
| L10-L14 - Blæreudslæt                                                         |
| L10 - Blæreudslæt                                                             |
| L11 - Andre former for akantolyse                                             |
| L12 - Pemfigoid                                                               |
| L13 - Andre former for blæreudslæt                                            |
| L14 - Blæreudslæt ved sygdom klassificeret andetsteds                         |
| L20-L30 - Dermatitis og eksem                                                 |
| L20 - Atopisk eksem                                                           |
| L21 - Seborroisk dermatitis                                                   |
| L22 - Eksem i bleregionen                                                     |
| L23 - Allergisk kontaktdermatitis                                             |
| L24 - Toksisk kontaktdermatitis                                               |
| L25 - Ikke nærmere specificeret kontaktdermatitis                             |
| L26 - Eksfoliativ dermatitis                                                  |
| L27 - Dermatitis forårsaget af indtaget substans                              |
| L28 - Lichenisering og prurigo                                                |
| L29 - Kløe                                                                    |
| L30 - Andre former for dermatitis                                             |
| L40-L45 - Papuloskvamøse sygdomme                                             |
| L40 - Psoriasis                                                               |
| L41 - Parapsoriasis                                                           |
| L42 - Pityriasis rosea                                                        |
| L43 - Lichen ruber planus                                                     |
| L44 - Andre papuloskvamøse sygdomme                                           |
| L45 - Papuloskvamøse tilstande ved sygdomme klassificeret andetsteds          |
| L50-L54 - Nældefeber og erytem                                                |
| L50 - Nældefeber                                                              |
| L51 - Erythema multiforme                                                     |
| L52 - Knuderosen                                                              |
| L53 - Andre erytematøse tilstande                                             |
| L54 - Erytem ved sygdomme klassificeret andetsteds                            |
| L55-L59 - Sygdomme i hud og underhud forårsaget af stråling                   |
| L55 - Solskoldning                                                            |
| L56 - Andre akutte hudforandringer forårsaget af ultraviolet lys              |
| L57 - Hudforandringer ved langvarig eksponering for ikke-joniserende stråling |
| L58 - Stråledermatitis                                                        |
| L59 - Andre strålebetingede sygdomme i hud og underhud                        |
| L60-L75 - Sygdomme i hår, negle og hudkirtler                                 |
| L60 - Sygdomme i negle                                                        |
| L62 - Neglelidelser ved sygdomme klassificeret andetsteds                     |
| L63 - Alopecia areata                                                         |
| L64 - Hårtab forårsaget af mandligt kønshormon                                |
| L65 - Andre former for hårtab uden ardannelse                                 |
| L66 - Hårtab med ardannelse                                                   |
| L67 - Abnorm hårfarve og hårform                                              |
| L68 - Forøget hårvækst                                                        |
| L70 - Akne                                                                    |
| L71 - Rosacea                                                                 |
| L72 - Follikulære cyster i hud og underhud                                    |
| L73 - Andre follikulære sygdomme i hud og underhud                            |
| L74 - Forstyrrelser i svedsekretionen                                         |
| L75 - Forstyrrelser i apokrine svedkirtler                                    |
| L80-L99 - Andre sygdomme i hud og underhud                                    |
| L80 - Vitiligo                                                                |
| L81 - Andre forstyrrelser i hudens pigmentering                               |
| L82 - Seborroisk keratose                                                     |
| L83 - Acanthosis nigricans                                                    |
| L84 - Hård hud og ligtorne                                                    |
| L85 - Andre former for fortykkelse af hud                                     |
| L86 - Keratoderma ved sygdomme klassificeret andetsteds                       |
| L87 - Forstyrrelser i den transepidermale elimination                         |
| L88 - Pusdannelse i huden                                                     |
| L89 - Tryksår                                                                 |
| L90 - Atrofiske forstyrrelser i hud                                           |
| L91 - Hypertrofiske forstyrrelser i hud                                       |
| L92 - Granulomatøse sygdomme i hud og underhud                                |
| L93 - Lupus erythematosus                                                     |
| L94 - Andre lokaliserede bindevævssygdomme                                    |
| L95 - Vaskulitis begrænset til huden IKA                                      |
| L97 - Sår på ben IKA                                                          |
| L98 - Andre sygdomme i hud og underhud IKA                                    |
| L99 - Andre sygdomme i hud og underhud ved sygdomme klassificeret andetsteds  |

| Lægevidenskab | Spire Denne artikel om lægevidenskab er en spire som bør udbygges. Du er velkommen til at hjælpe Wikipedia ved at udvide den. |